# Мусульманский религиозный союз
Мусульманский религиозный союз (МРС) — польская религиозная ассоциация суннитов-ханафитов, объединяющая польско-литовских татар, чьи предки поселились на землях бывшей Речи Посполитой более 600 лет назад. Главой польских мусульман, связанных с МЗР, является муфтий Томаш Мишкевич, председатель Высшей мусульманской коллегии (базируется в Белостоке), избранный на эту должность 20 марта 2004 года во время 15-го съезда.

## История
Мусульманский религиозный союз был создан 28–29 декабря 1925 года во время съезда мусульман в Вильнюсе под названием «Всепольский съезд делегатов мусульманских общин». Якуб Шинкевич стал первым его муфтием. Правовой статус МРС регулировался Сеймом Республики Польша Законом от 21 апреля 1936 года об отношениях между государством и Мусульманским религиозным объединением в Республике Польша.
После Второй мировой войны МРС был возобновлён в 1947 году.
С 2016 года из-за конфликта внутри МРС часть общественности начала сомневаться в законности избрания Томаша Мишкевича на должность муфтия. Согласно утверждениям, муфтий избирается выборным съездом, а Мишкевич был назначен съездом, а ему самому не исполнилось 40 лет, как того требует закон. В сентябре 2016 года была созвана Высшая мусульманская коллегия, которая приняла постановление о признании недействительными предыдущих выборов, а 15 октября 2016 года в Крушинянах был созван Всепольский избирательный мусульманский конгресс и избран новый муфтий — Януш Александрович. Мишкевич направил в министерство возражение, и 17 июля 2017 года ему выдали удостоверение о том, что он муфтий.

## Мусульманские религиозные общины
Мусульманский религиозный союз объединяет следующие мусульманские религиозные общины:
- Мусульманская религиозная община в Белостоке
- Мусульманская религиозная община в Бохониках
- Мусульманская религиозная община в Крушинянах
- Мусульманская религиозная община в Гданьске
- Мусульманская религиозная община в Варшаве

## Председатели Высшего мусульманского колледжа
- Стефан Байрашевски
- Стефан Мучарски
- Ян Соболевский
- Стефан Корицкий
- Томаш Мишкевич (с 2014 года)